# Kafes

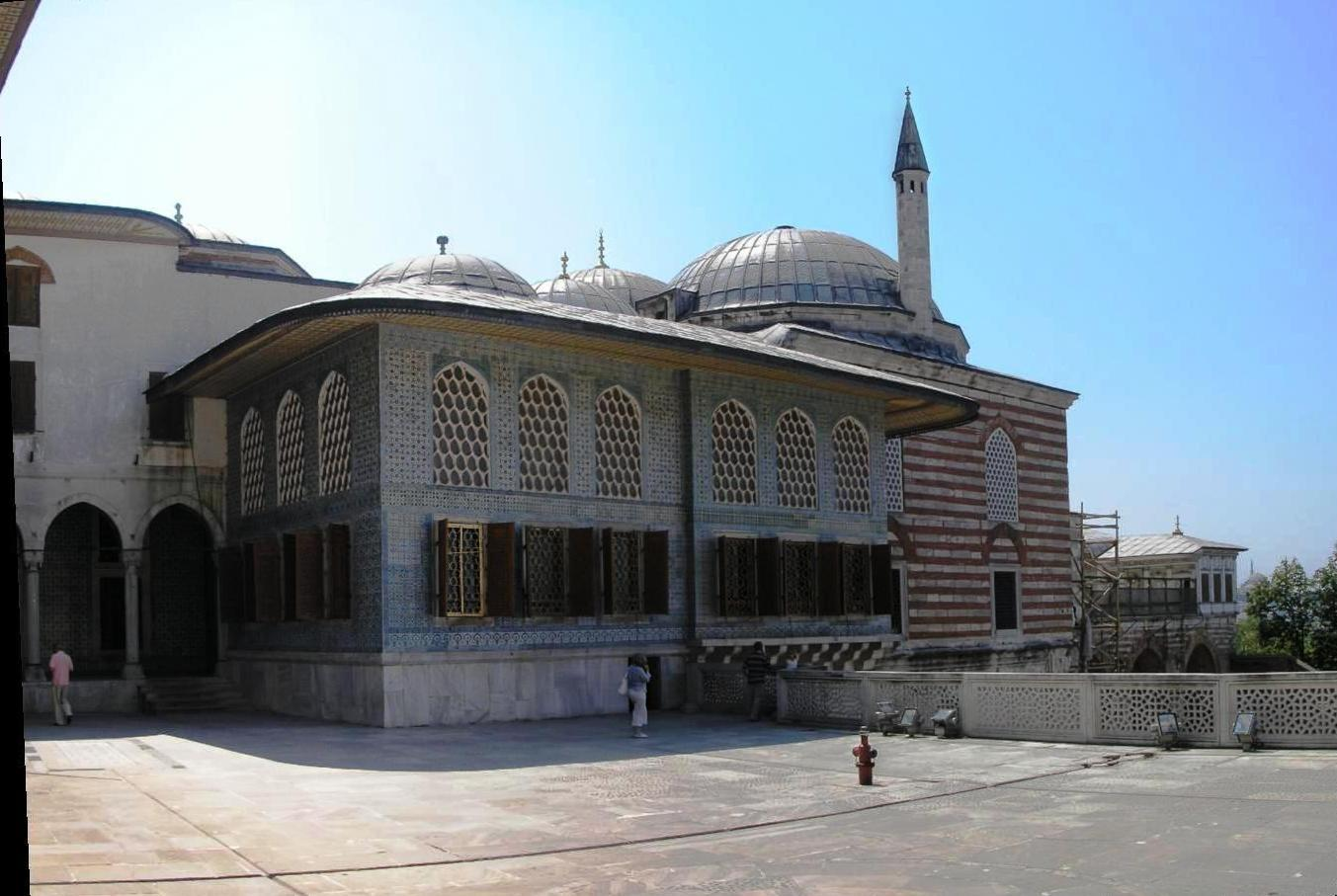
De appartementen van de kroonprins in het Topkapıpaleis, ook kafes genoemd

Kafes, letterlijk "de kooi", was een deel van de keizerlijke harem in het Ottomaanse paleis in Istanboel. Hier verbleven eventuele troonopvolgers onder huisarrest om te voorkomen dat ze een opstand zouden plegen.

## Vermaarde bewoners
- Ibrahim I